# 小尾知愛
小尾 知愛（おび ともちか、1918年7月5日 -  2014年12月31日）は、日本の経営者。大分銀行頭取を務めた。

## 来歴・人物
山梨県出身。1941年に東京帝国大学法学部政治学科を卒業し、同年に日本銀行に入行した。1971年10月に大分銀行専務に就任し、1973年6月には頭取に昇格。1984年6月に会長に就任し、1992年4月には特別顧問に就任。日銀政策委員も務めた。
1981年11月に藍綬褒章を受章し、1992年4月に勲三等旭日中綬章を受章。
2014年12月31日、老衰のために死去。96歳没。